# Pseudorus carrerai
Pseudorus carrerai är en tvåvingeart som beskrevs av Stanley Willard Bromley 1951. Pseudorus carrerai ingår i släktet Pseudorus och familjen rovflugor. Inga underarter finns listade i Catalogue of Life.